# BPX Edition
BPX Edition ist ein Markenname, unter dem das IT-Dienstleistungsunternehmen Dalla Vecchia GmbH sich auch als Fachverlag im Themenbereich Informations- und Kommunikationstechnologie betätigt.

## Geschichte
2001 entstand die Verlagsidee, geschäftsrelevante IT-Informationen speziell für Entscheidungsträger aufzubereiten. Unter dem Slogan „Was Manager wissen müssen!“ veröffentlicht das Unternehmen 80-seitige themenspezifische Bücher.

## Autoren
Autoren sind Dozenten von Fachhochschulen sowie Experten aus der Praxis. Hierzu zählen unter anderem: Pietro Brossi, Knut Hinkelmann, Thomas Schwarb, Rémon Elsten, Jörg Eugster, Marcel Siegenthaler, Nils Hafner, Lukas Fässler, Ulrich Moser, Bernhard Renner, Ralph Urech, Maria Winkler.

## Verlagsprogramm
Bis Mitte 2012 sind 30 Bücher zu verschiedenen IT-Themen erschienen: 
- Speziell für Kleine und mittlere Unternehmen: CRM, ERP, Informationssicherheit
- Digitales Personalwesen
- IT-Auslagerung, IT-Sourcing, IT-Service-Management, Business Continuity,
- IP-Telefonie, Telekommunikation
- Dokumentenmanagement, E-Mail-Archivierung, Elektronische Signatur, Schriftgutverwaltung, Enterprise Content Management

Der Verlag präsentiert sich regelmäßig auf Fachmessen wie der topsoft und der Personal Swiss.